# Die Romanows: Eine gekrönte Familie
Die Romanows: Eine gekrönte Familie (russisch Романовы. Венценосная семья/Romanowy: Wenzenosnaja semja) ist ein russischer Film aus dem Jahr 2000 über die letzten Tage des Zaren Nikolaus II und seiner Familie. Der russische Titel meint sowohl die Zarenkrone von Russland als auch die Dornenkrone in Bezug auf christliche Märtyrer.

## Handlung
Der Film schildert die letzten 17 Monate des letzten russischen Zaren Nikolaus II. und seiner Familie. Die Handlung beginnt am 22. Februar 1917 und endet in den frühen Morgenstunden des 17. Juli 1918, dem Tag der Ermordung der Zarenfamilie durch Bolschewiki im Ipatjew-Hause in Jekaterinburg. Am Ende des Films geht es um die Heiligsprechung des Zaren Nikolaus II. und seiner Familie am 20. August 2000 durch die Russisch-Orthodoxe Kirche.